# تور جهانی دوچرخه‌سواری
تور جهانی دوچرخه‌سواری (انگلیسی: UCI World Tour) برترین تور دوچرخه‌سواری جاده در جهان است.
این تور مجموعه ۲۸ تور است که از سال ۲۰۰۹ هر ساله برگزار می‌شود و براساس امتیازهای کسب شده دوچرخه‌سواران برتر معرفی می‌شود.

## مسابقات (فصل ۲۰۱۷)
تور جهانی دوچرخه‌سواری شامل ۳۷ مسابقه است:
- سه گرند تور
- پنج یادبود یک‌روزه
- ده مسابقهٔ مرحله‌ای در اروپا
- دوازده مسابقهٔ یک‌روزه در اروپا
- یک مسابقهٔ مرحله‌ای در استرالیا
- یک مسابقهٔ مرحله‌ای در امارات متحده عربی
- یک مسابقهٔ مرحله‌ای در آمریکا
- یک مسابقهٔ مرحله‌ای در چین
- یک مسابقهٔ یک‌روزه در استرالیا
- دو مسابقهٔ یک‌روزه در کانادا

| مسابقه | مسابقه | امتیاز رده‌بندی جهانی | امتیاز رده‌بندی جهانی | امتیاز رده‌بندی جهانی | امتیاز رده‌بندی جهانی             |
| مسابقه | مسابقه | قهرمان               | دوم                  | سوم                  | امتیاز براساس جایگاه نهایی       |
| --- | --- | -------------------- | -------------------- | -------------------- | -------------------------------- |
| تور دو فرانس | مجموع هر مرحله | ۱۰۰۰ ۱۲۰             | ۸۰۰ ۵۰               | ۶۷۵ ۲۵               | شصتم (۱۰ امتیاز) پنجم (۵ امتیاز) |
| جیرو دیتالیا تور دوچرخه‌سواری ووئلتا اسپانیا | مجموع هر مرحله | ۸۵۰ ۱۰۰              | ۶۸۰ ۴۰               | ۵۷۵ ۲۰               | شصتم (۸ امتیاز) پنجم (۴ امتیاز)  |
| تور دوچرخه‌سواری داون آندر تور دوچرخه‌سواری پاریس–نیس تور دوچرخه‌سواری تیرنو–آدریاتیکو تور دوچرخه‌سواری روماندی مسابقات دوچرخه‌سواری کریتریوم دوفینه تور دوچرخه‌سواری سوئیس | مجموع هر مرحله | ۵۰۰ ۶۰               | ۴۰۰ ۲۵               | ۳۲۵ ۱۰               | شصتم (۳ امتیاز) -                |
| تور دوچرخه‌سواری کاتالونیا تور دوچرخه‌سواری باسک تور دوچرخه‌سواری لهستان تور دوچرخه‌سواری انکو | مجموع هر مرحله | ۴۰۰ ۵۰               | ۳۲۰ ۲۰               | ۲۶۰ ۸                | شصتم (۲ امتیاز) -                |
| تور ابوظبی تور دوچرخه‌سواری ریاست جمهوری ترکیه تور کالیفرنیا تور گوانگشی | مجموع هر مرحله | ۳۰۰ ۴۰               | ۲۵۰ ۱۵               | ۲۱۵ ۶                | شصتم (۱ امتیاز) -                |
| تور دوچرخه‌سواری میلان–سانرمو تور دوچرخه‌سواری خنت–ویووخم تور دوچرخه‌سواری فلاندر تور دوچرخه‌سواری پاریس–روبه مسابقه طلایی دوچرخه‌سواری آمستل تور دوچرخه‌سواری لیژ–باستون–لیژ مسابقات دوچرخه‌سواری جایزه بزرگ کبک مسابقات دوچرخه‌سواری جایزه بزرگ مونترآل تور دوچرخه‌سواری لمباردی | تور دوچرخه‌سواری میلان–سانرمو تور دوچرخه‌سواری خنت–ویووخم تور دوچرخه‌سواری فلاندر تور دوچرخه‌سواری پاریس–روبه مسابقه طلایی دوچرخه‌سواری آمستل تور دوچرخه‌سواری لیژ–باستون–لیژ مسابقات دوچرخه‌سواری جایزه بزرگ کبک مسابقات دوچرخه‌سواری جایزه بزرگ مونترآل تور دوچرخه‌سواری لمباردی | ۵۰۰                  | ۴۰۰                  | ۳۲۵                  | شصم (۳ امتیاز)                   |
| تور دوچرخه‌سواری ئی۳ ارلبک تور دوچرخه‌سواری لافلش والونی مسابقات دوچرخه‌سواری کلاسیک سن سباستین مسابقات دوچرخه‌سواری کلاسیک یوروآیز مسابقات دوچرخه‌سواری جایزه بزرگ غرب فرانسه                                                                                                 | تور دوچرخه‌سواری ئی۳ ارلبک تور دوچرخه‌سواری لافلش والونی مسابقات دوچرخه‌سواری کلاسیک سن سباستین مسابقات دوچرخه‌سواری کلاسیک یوروآیز مسابقات دوچرخه‌سواری جایزه بزرگ غرب فرانسه                                                                                                 | ۴۰۰                  | ۳۲۰                  | ۲۶۰                  | شصتم (۲ امتیاز)                  |
| Great Ocean Road Race تور دوچرخه‌سواری نیوسبلاد Strade Bianche Dwars door Vlaanderen Eschborn-Frankfurt – Rund um den Finanzplatz RideLondon–Surrey Classic | Great Ocean Road Race تور دوچرخه‌سواری نیوسبلاد Strade Bianche Dwars door Vlaanderen Eschborn-Frankfurt – Rund um den Finanzplatz RideLondon–Surrey Classic | ۳۰۰                  | ۲۵۰                  | ۲۱۵                  | شصتم (۱ امتیاز)                  |

## نتایج

### بر پایه دوچرخه‌سوار
| رتبه | دوچرخه‌سوار          | قهرمانی |
| ---- | ------------------- | ------- |
| ۱.   | فیلیپ گیلبرت        | ۱۰      |
| ۲.   | سایمون گرنز         | ۹       |
| ۳.   | آلبرت کونتادور      | ۸       |
| ۴.   | فابیان کانچلارا     | ۷       |
| ۴.   | آلخاندرو والورده    | ۷       |
| ۶.   | تام بونن            | ۶       |
| ۶.   | کریس فروم           | ۶       |
| ۶.   | وینچنزو نیبالی      | ۶       |
| ۶.   | جواکیم رودریگز      | ۶       |
| ۱۰.  | ادوالد بوئاسون هاگن | ۵       |
| ۱۰.  | پیتر ساگان          | ۵       |
| ۱۰.  | بردلی ویگینز        | ۵       |

### بر پایه کشور
| سال  | اول     | دوم            | سوم      |
| ---- | ------- | -------------- | -------- |
| ۲۰۰۹ | اسپانیا | ایتالیا        | استرالیا |
| ۲۰۱۰ | اسپانیا | ایتالیا        | بلژیک    |
| ۲۰۱۱ | ایتالیا | بلژیک          | استرالیا |
| ۲۰۱۲ | اسپانیا | بریتانیای کبیر | ایتالیا  |
| ۲۰۱۳ | اسپانیا | ایتالیا        | کلمبیا   |
| ۲۰۱۴ | اسپانیا | ایتالیا        | بلژیک    |
| ۲۰۱۵ | اسپانیا | ایتالیا        | کلمبیا   |

### بر پایه تیم
| سال  | اول             | دوم               | سوم                |
| ---- | --------------- | ----------------- | ------------------ |
| ۲۰۰۹ | آستانه          | کز دیپارن         | تیم کلمبیا–های رود |
| ۲۰۱۰ | تیم ساکسو بانک  | لیکویگاس-دویمو    | رابوبانک           |
| ۲۰۱۱ | امگا فارما-لوتو | تیم اسکای         | لئوپارد ترک        |
| ۲۰۱۲ | تیم اسکای       | کاتیوشا           | لیکویگاس-کنندیل    |
| ۲۰۱۳ | موویستار        | تیم اسکای         | کاتیوشا            |
| ۲۰۱۴ | موویستار        | تیم مسابقه بی‌ام‌سی | تینکوف-ساکسو       |
| ۲۰۱۵ | موویستار        | کاتیوشا           | تیم اسکای          |

## توضیحات
1. ↑  The E3 Prijs Vlaanderen — Harelbeke became part of the World Tour in 2012.